# Theodor Dassov
Theodor Dassov, auch: Theodorus Dassovius, Theodor Dassow, (* 27. Februar 1648 in Hamburg; † 6. Januar 1721 in Rendsburg) war ein deutscher Sprachwissenschaftler und lutherischer Theologe.

## Leben
Geboren als Sohn des Hamburger Archidiakons am Mariendom Johannes Dassov (1632–1682) und dessen Frau Gertrud Uppendorf († 27. März 1678), besuchte er das akademische Gymnasium seiner Heimatstadt. 1669 immatrikulierte er sich an der Universität Gießen, erwarb den akademischen Grad eines Magisters an der philosophischen Fakultät, war dort Privatdozent und wechselte am 7. Oktober 1673 an die Universität Wittenberg.
Dort wurde er am 16. April 1676 als Adjunkt an der philosophischen Fakultät aufgenommen, erhielt am 18. März 1676 eine außerordentliche Professur der orientalischen Sprachen und unternahm eine Forschungsreise, die ihn nach England und Holland führte. Zurückgekehrt nach Wittenberg, erhielt er am 31. August 1678 eine ordentliche Professur der Poetik, wechselte seiner Neigung entsprechend 1690 auf die ordentliche Professur der orientalischen Sprachen.
In Wittenberg widmete er sich der Theologie, erwarb am 14. April 1699 das Lizentiat der Theologie und wechselte im selben Jahr an die Universität Kiel, wo er Professor der Theologie und der orientalischen Sprachen wurde. Als er mit der theologischen Professur auch das Amt des Pastors übernommen hatte, promovierte er zum Doktor der Theologie, wurde 1714 dänischer Oberkonsistorialrat, Generalsuperintendent der Herzogtümer Schleswig und Holstein und Propst zu Rendsburg, wo er verstarb.

## Werkauswahl
- De ingressu in sanctum sanctorum puntificis hebrai summi. Schrödter, Wittenberg 1692. (Digitalisat)
- De suspendio hominis lapidibus obruti, ad Gal III. 13. et Deuter XXI. 22. IB 1694. Wittenberg 1696
- Infantem Hebraeum, liberaliter educatum, ex Hebraeis autoribus interpretabitu. (Resp. David Gertmann) Meyer, Wittenberg 1698. (Digitalisat)
- De sepultura animalium Hebraeis usitata. (Resp. Michael Henricus Reinhard) Hak, Wittenberg 1697. (Digitalisat)
- De altari exteriori Hierosolymit templi. Wittenberg 1698
- De victimis Hebraeorum gravidis. Wittenberg 1699, 1714
- De imaginibus Hebraearum rerum, quae nostra actate circumferuntur. Kiel 1701
- Ugolini thes. T. IX. Dissidium pontificis romani et hebraei. Kiel 1703
- De Vecca Rufa, ex antiquiate hebraaea speciatimque ex Maimonide, opusculum, quantum con stat, nunquam antea formis exscriptum. Ex Msc. Ed. J. G. W. Dunkel, Leipzig 1557